# Larkhall Athletic F.C.
Larkhall Athletic F.C. là một câu lạc bộ bóng đá Anh nằm ở Larkhall, ở Bath, Somerset. Đội bóng thi đấu ở Southern Football League Division One South & West. Câu lạc bộ thuộc biên chế của Somerset County FA.

## Lịch sử
Câu lạc bộ được thành lập năm 1914,, thi đấu ở địa phương đến lúc gia nhập Western League khi giải đấu mở rộng thành 2 hạng đấu vào năm 1976. Đội bóng giành quyền thăng hạng Western Football League Premier Division từ First Division lần đầu tiên ở mùa giải 2008–09 với tư cách vô địch và có hiệu số bàn thắng bại +100. Trước đó họ vô địch Division One mùa giải 1988–89 nhưng vẫn tiếp tục thi đấu ở đó. Mùa giải 2010–11, chỉ ở mùa giải thứ 2 tại Premier League, Larkhall lần đầu tiên vô địch Western League Premier Division. Tuy nhiên, đội bóng vẫn ở lại Premier Division mùa giải 2011–12, vì chưa đáp ứng đủ yêu cầu sân bãi để thăng hạng. Năm 2014 họ giành cú đúp Western League (chức vô địch và Les Phillips Cup) và tiến lên thi đấu ở Southern League lần đầu tiên trong lịch sử.
Thành tích tốt nhất ở FA Vase của The Larks trước mùa giải 2008–09 chứng kiến họ vào vòng 2 được 3 lần. Tuy nhiên mùa giải 2008-09, Larkhall tiến vào sâu nhất, đánh bại Gillingham Town và Plymouth Parkway ở vòng loại, làm khách trước Porthleven ở vòng 1, đánh bại Lymington Town của Wessex League Premier Division 4–1 và vào đến vòng 3.
Mùa giải 2011–12, đội bóng vào đến vòng 5, nhưng thất bại trước Herne Bay. Họ lặp lại kì tích này ở mùa giải 2012–13, thất bại trước đội vào được chung kết năm đó Tunbridge Wells, và ở mùa giải 2013–14, đội bóng tiếp tục bị loại ở vòng 5.

## Sân vận động
Larkhall Athletic thi đấu trên sân nhà Plain Ham, Charlcombe Lane, Larkhall, Bath, BA1 8DJ.

## Đội Dự bị
The Larks có một đội Dự bị, đang thi đấu ở Somerset County League.

## Danh hiệu
- Western Football League Premier Division[4]
  - Vô địch (2): 2010–11, 2013–14
- Western League Cup (Les Phillips Cup): Vô địch, 2014–15
- Western Football League Division One[4]
  - Vô địch (1): 1988–89, 2008–09
- Somerset Junior Cup[5]
  - Vô địch (1): 1962–63
- Somerset Senior Cup[6]
  - Vô địch (2): 1975–76, 2003–04

## Kỉ lục
- FA Cup[4]
  - Vòng loại 1: 1977–78, 1978–79, 2008–09, 2011–12
- FA Vase
  - Vòng 5: 2011–12, 2012–13, 2014–15